# Лахтак бородатий
Лахтак бородатий, або морський заєць (Erignathus barbatus) — ссавець підряду псовидих (Caniformia) родини тюленеві (Phocidae), єдиний вид роду Erignathus.
Довжина тіла до 240 см, вага до 300 кг.
Населяє мілководні прибережні райони. Тримаються самітньо або групами. Живляться придонними молюсками, крабами, креветками, рідше — рибою. Статеве дозрівання відбувається в 4—7-літньому віці. Самки лахтака в березні — травні після майже річної вагітності (11-12 місяців) народжують одне дитинча (покрите м'яким темно-бурим хутром).
Ареал: розповсюджений повсюдно в Арктичному (помічений навіть на Північному полюсі), а також в прилеглих морях Атлантичного і Тихого океанах.